# Shaka Zulu
Shaka kaSenzangakhona, também conhecido como Shaka Zulu, às vezes escrito como Tshaka, Tchaka ou Chaka (KwaZulu-Natal, julho de 1787 – 22 de setembro de 1828), foi um chefe tribal e estrategista militar, que posteriormente se converteria em rei dos zulus e transformou-os de uma etnia com pouca expressão territorial em um império que ensombrou os desígnios coloniais britânicos.

## Sucessor de senzangakhonak
Filho orfão e ilegítimo de Senzangakhona, chefe do clã zulu dos nguni, Shaka e a mãe foram banidos da sua umuzi (aldeia), e forçados a viver no exílio entre os Mtetwa, na altura do reinado de Dingiswayo.
Quando Senzangakhona faleceu em 1816, o meio irmão mais novo de Shaka, Sigujana, assumiu o poder como herdeiro legítimo da liderança dos Zulu. No entanto, o reinado de Suguajana foi curto, visto que Dingiswayo desejava expandir sua autoridade, e concedeu a Shaka um regimento para que levassem Dingiswayo a morte. Assim foi feito, em um golpe relativamente limpo que foi efetivamente aceito pelos zulus.

## Expansão do poder e o conflito com Zwide
Shaka se tornou o Chefe dos clã Zulu, e vassalo do Império Mtetwa até a morte em batalha de Dingiswayo por Zwide, chefe dos Ndwandwe. O vácuo de poder foi preenchido por Shaka. Ele reformou o restante das forças dos Mtetwa, unidas a outras tribos locais e posteriormente derrotou Zwide na Guerra Civil Zulu (1819–1820). Nos anos seguintes Shaka conquistaria mais tribos, aumentando o território controlado em cerca de 12 vezes.

## Inovações militares

### Mudanças nas armas
Insatisfeito com as longas azagaias de arremesso como arma primária, Shaka introduziu a inovação de uma lança mais curta de espetar, com uma ponta longa, semelhante a uma espada, a "iklwa". Shaka também teria introduzido uma versão maior e mais pesada do escudo Nguni.

### Formação dos cornos de touro
Uma das mudanças mais importantes foi o abandono das tácticas de combate "atacar e retirar", pelo combate corpo a corpo, perseguição do inimigo, e da aniquilação total do inimigo. Estas tácticas foram sendo adotadas por outro1s clã dos Nguni. No início da década de 1810, contra os Buthelezi, e posteriormente contra os Nongoma em 1812, Shaka havia aperfeiçoado a implementação dos seus homens no campo de batalha numa formação de ataque em forma de lua, com as pontas denominadas izimpondo (cornos), e o centro de isifuba (peito), com a qual obteve grandes êxitos, e seria a formação de combate padrão dos zulus nos próximos noventa anos.

## Relação com os europeus
1824 seria um ano marcante na história dos zulus: Shaka autorizou o estabelecimento de europeus (H.F. Fynn e Lt. Farewell, fundadores da Natal Trading Company) no seu território. Estes fundaram Port Natal, a atual cidade de Durban.

## Morte e sucessão
Shaka foi assassinado em 1828 pelos seus meio-irmãos Dingane e Mhalangana, sucedendo-lhe Dingane.

## Descrição física
Apesar de boa parte da aparência física de Shaka ser desconhecida, fontes tendem a concordar que ele tinha um corpo forte e musculoso e não era gordo. Ele tinha uma altura média e era um homem preto 
Os inimigos de Shaka os descreviam como feio. Ele tinha um nariz grande. Ele tinha dentes da salientes. Um relato diz que ele falava como se "sua língua fosse grande demais para sua boca". Muitos afirmavam que ele possuía um distúrbio da fala.
Há uma anedota de que Shaka teria brincado com um dos seus amigos, Magaye, de que ele jamais poderia matar Magaye porque ririam dele por isso. Supondo que ele matasse Magaye, pareceria que teria sido por inveja porque Magaye era bonito e "Shaka era feio, com uma testa saliente".